# Francesco Patierno
Francesco Patierno (Napoli, 24 aprile 1964) è un regista, sceneggiatore e scrittore italiano.

## Biografia
Studia Architettura prima di diventare direttore creativo per un'agenzia pubblicitaria, la Roma Italy communication.
Ha progettato allestimenti tecnico-scenografici, realizzato servizi televisivi per la Rai, documentari, videoclip e spot pubblicitari.
Il suo primo film, nel 1996, il cortometraggio Quel giorno, viene proiettato in anteprima alla 53ª Mostra internazionale d'arte cinematografica di Venezia e successivamente viene presentato in più di cinquanta manifestazioni internazionali. Nel 2003 il suo film Pater Familias (2002) è presente alla Berlinale nella sezione "Panorama".
Nel 2007 dirige Il mattino ha l'oro in bocca (2008), tratto dall'autobiografica del dj Marco Baldini, con Elio Germano, Laura Chiatti e Martina Stella.
Nel 2008 dirige a quattro mani con Alex Infascelli la serie TV Donne assassine, adattamento italiano del fortunato format argentino Mujeres Asesinas. La serie è stata trasmessa per la prima volta il 16 ottobre 2008 sul canale satellitare Fox Crime.
Nel 2011 dirige Cose dell'altro mondo.
Il 26 novembre 2012 pubblica Il giostraio, suo primo romanzo, del quale dice: Si tratta di un thriller-noir al quale tengo moltissimo e del quale, visto il genere preferisco raccontare poco. Ci ho lavorato con passione e ho deciso di pubblicarlo con una giovane casa editrice, Caracò, che mi ha convinto col grande entusiasmo e la cura che mette nelle pubblicazioni.
Nel 2022 dirige il film Improvvisamente Natale, seguito dal sequel del 2023 Improvvisamente a Natale mi sposo, entrambi con Diego Abatantuono.

## Filmografia

### Cinema
- Pater familias (2003)
- Il mattino ha l'oro in bocca (2008)
- Cose dell'altro mondo (2011)
- La gente che sta bene (2014)
- Naples '44 – documentario (2016)
- Diva! (2017)
- La cura (2022)
- Improvvisamente Natale (2022)
- Svegliami a mezzanotte – documentario (2022)
- Improvvisamente a Natale mi sposo (2023)

### Televisione
- Donne assassine – serie TV, 4 episodi (2008)

## Opere
- Il giostraio, Napoli, Caracò, 2012 ISBN 978-88-97567-27-1